# ميزان المراجعة

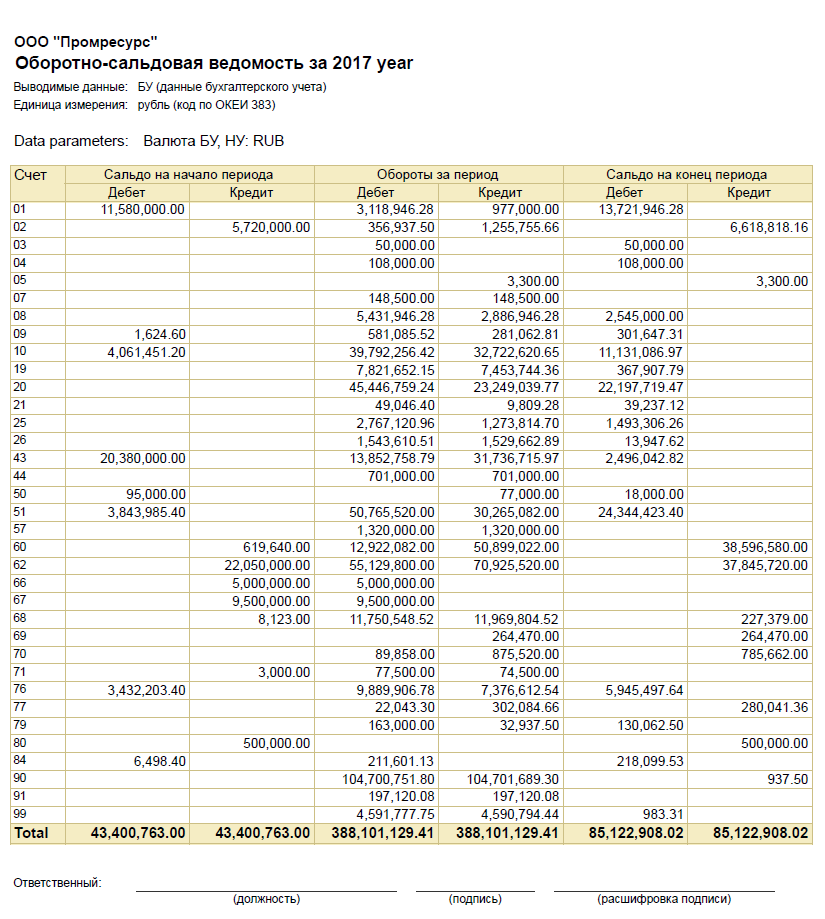
نموذج عن ميزان المراجعة

ميزان المراجعة Trial Balance هو قائمة حسابات لتاريخ معين حيث أن لكل دفتر حساب عمودين، واحد للخصم و الثاني للائتمان. و في إطار نظام القيد المزدوج يجب أن يكون مجموع الأرصدة المدينة في أي صفقة مساوي لمجموع الاعتمادات، وبذلك يصبح الجانب المدين في ميزان المراجعة مساويا دائما لمجموع الجانب الدائن. وبالتالي يكون ميزان المراجعة بمثابة أداة للكشف عن الأخطاء التي يمكن أن تؤدي إلى مجاميع غير متساوية. حيث يتم تمثيل الاعتمادات في العادة بالسلب وفي هذه الحالة فإن مجموع ميزان المراجعة ينبغي أن يكون 0.
و مع هذا فإن ميزان المراجعة لا يضمن عدم وجود أي أخطاء، وفيما يلي الفئات الرئيسية للأخطاء والتي لا يمكن الكشف عنها من قبل ميزان المراجعة :
- خطأ في المدخل الأصلي و يظهر عندما يكون كلا الجانبين من الصفقة مشتمل على مبلغ خاطئ.[1] فعلى سبيل المثال، إذا كانت فاتورة شراء ب 21 جنيها تم إدخالها على انها 12 جنيه استرليني فهذا سيؤدي في إدخال خاطئ لقيمة الخصم (الشراء) ، أيضا خطأ في الائتمان (في حساب الدائن) و بذلك سيصبح كلا الجانبين أقل ب9 جنية استرليني ويصيح مجموعهما أقل £ 9 ، وبالتالي سيكون الميزان كذلك.
- خطأ الإغفال و هو حذف الصفقة تماما من السجلات المحاسبية.[1] و بما أن الحسابات الدائنة والمدينة للصفقة تقوم بتحقيق التوازن فإن حذفهما سيترك المجاميع متوازنة.
- و يحدث خطأ الانعكاس عند يتم إدخال المبلغ بالشكل الصحيح، ولكن بتبديل العائد بدلا من الائتمان، والعكس صحيح.[1] على سبيل المثال، إذا كان هناك بيع بقيمة 100 جنيه استرليني وتم خصمها من المبيعات وإيداعها في الحساب النقدي. فمثل هذا الخطأ لن يؤثر على المجموع.
- خطأ اللجنة و هو عند إدخال المبلغ إدخالا صحيحا وفي الجانب المناسب (الخصم أو الائتمان) ، ولكن يتم إدخالها في الحساب الخاطئ .[1] فعلى سبيل المثال، إذا كان ارتفاع أسعار الوقود يتم خصمها بشكل غير صحيح من حساب البريد (فهما على حد سواء حسابات للمصاريف). فهذا لن يؤثر على المجموع.
- خطأ من حيث المبدأ و هو عند إدخال المبلغ إدخالا صحيحا وفي الجانب المناسب (الخصم أو الائتمان) كما هو الحال في خطأ اللجنة، ولكن من النوع الخطأ من حيث حساب المستخدم.[1] فعلى سبيل المثال، إذا كانت تكاليف الوقود (حساب المصاريف) ، و تم الخصم من البورصة (على حساب الأصول). فهذا لن يؤثر على المجموع.
- أخطاء تعويضية هي عدة أخطاء غير مترابطة قد تؤدي إلى اختلال التوازن بمفردها، ولكنهم معا يمكن أن يلغي كل منهما الآخر.[1]
- خطأ تبديل الموضع  هو خطأ حسابي ويحدث عند تبديل مواقع رقمين متجاورين . و بما ان الخطأ الناتج يمكننا دائما قسمه على 9 ،فلذلك يستخدم المحاسبون هذه الحقيقة لتحديد عدد الأرقام التي تم إدخالها بالخطأ. فعلى سبيل المثال، إذا كان المجموع 72 و بقسمته على 9 فإنه يعطي 8 مما يدل على أن أحد الرقمين التي تم تبديلهما هو أكثر أو أقل من الأخر ب8 .ومن هنا كان سبب الخطأ عن طريق تحويل أرقام 8 و 0 أو 1 و 9. فهذا أيضا لن تؤثر على المجموع.

ويعتبر ميزان المراجعة هو بيان ليدجر.